# Блаженство (фільм, 2021)
«Блаженство» (англ. Bliss) — американський драматичний фільм, знятий Майком Кегіллом. У головних ролях: Оуен Вілсон, Сальма Хаєк, Мейделін Зіма, Дерон Хортон, Джордж Лендеборг (молодший) і Джошуа Леонард.

## В ролях
- Оуен Вілсон — Грег
- Сальма Хаєк — Ізабель
- Мейделін Зіма — Доріс
- Дерон Хортон
- Джордж Лендеборг (молодший) — Артур
- Джошуа Леонард — Кемерон
- Неста Купер — Емілі
- Стів Зісіс — Бьорн
- Дейн Каталано

## Сюжет
Грег Віттл проводить свій робочий час, мріючи та малюючи. Після того, як його викликають до кабінету боса, забувши гаманець на столі, гаманець Грега виходить з ладу. Грег виявляє, що його ліки не можна поповнити без рецепта лікаря. Після звільнення він випадково вбиває свого боса і ховає тіло перед тим, як піти з офісу до бару через дорогу.
У барі він зустрічає Ізабель, яка, здається, знає, що він зробив. Вона розповідає, що створила цей світ з непередбачуваними наслідками. В обмін на послугу вона телекінетично інсценує смерть боса Ґреґа як самогубство. Після того, як вони залишають бар, жінка, що йде, кілька разів з'являється з нізвідки. Після того, як Ізабель продає мобільний телефон Ґреґа, вона відводить його до наметового містечка. Там вона пропонує йому жовті кристали і вчить, як телекінетично маніпулювати світом.
Після сварки на ковзанці, в якій вони з Ізабель телекінетично ставлять підніжку хулігану, він спостерігає, як поліція заарештовує кривдника, а потім виявляє себе на задньому сидінні патрульної машини. Ґреґа відпускають, і його шукає донька Емілі.
Поки Ізабель здобуває нові кристали, Емілі помічає Ґреґа на вулиці і намагається його врятувати. Вона дає йому свій номер телефону і просить зателефонувати їй. Одного дня він прокидається в наметі Ізабель і не знаходить її, але бачить, що його малюнки прибрані і прикріплені. Грег знаходить номер телефону Емілі і дзвонить їй, але потрапляє на автовідповідач. Коли він повертається, Ізабель вже там, засмучена тим, що він дзвонив Емілі, і стверджує, що її не існує. Ізабель вирішує, що має довести йому, що таке реальність. Вона планує викинути їх обох з цього "фальшивого" світу за допомогою синіх кристалів.
Вдихнувши блакитні кристали, вони прокидаються прив'язаними до гігантського комп'ютера разом з кількома іншими. Йому розповідають, що він переживав симуляцію в мозковій коробці, створеній Ізабель для вивчення альтернативних реальностей та їхнього впливу на людський мозок.
Ізабель розповідає, що в цьому світі вони пара, і забирає Ґреґа додому, показуючи йому, що його малюнки були відтворенням цього світу. Грег не пам'ятає цього світу, а Ізабель розповідає, що після довгого темного періоду бідності більшість проблем на Землі було усунуто, що дозволило людству процвітати. Грег все ще має яскраві спогади про симуляцію, але Ізабель попереджає його, що вона може підстерігати користувача.
Влаштовується урочиста вечірка з нагоди виходу "Мозкової коробки". Під час святкування Ґреґ блукає і зустрічає примарну Емілі, яка благає його повернутися до неї. Ізабель починає бачити, як елементи з симуляції просочуються в її свідомість, і припускає, що їм потрібно повернутися в симуляцію і взяти більше синіх кристалів, щоб повністю вийти з неї.
Повернувшись до симуляції, Ізабель отримує більше кристалів, але в процесі скоює вбивство. Поліція сидить у них на хвості. У своєму наметі Ізабель виявляє, що кристалів вистачить лише на одного з них. Грег пропонує Ізабель вбити його, оскільки вважає, що реальні люди не можуть померти в симуляції, але, почувши Емілі, яка вистежила його, Грег наполягає на тому, щоб Ізабель повернулася сама, і вона погоджується.
Ізабель відволікає поліцію на достатній час, щоб Грег зміг втекти до реабілітаційної клініки, зізнавшись, що вірить у те, що його дочка Емілі справжня. Через деякий час Грег відновлює зв'язок з Емілі.

## Виробництво
У червні 2019 року було оголошено, що Оуен Вілсон і Сальма Хаєк приєдналися до акторського складу фільму і Майк Кегілл зайняв крісло режисера. Amazon Studios буде займатися дистрибуцією фільму.
Знімальний період розпочався у червні 2019 року.